# 竹腰正信
竹腰正信（日语：／ Takenokoshi Masanobu，1591年2月14日—1645年5月25日）是日本安土桃山時代至江戶時代初期的武將。擔任尾張藩附家老的竹腰氏家祖。美濃國今尾藩初代藩主。初代尾張藩藩主德川義直的異父兄。父親是竹腰正時。母親是相應院（龜之方）。

## 生平
在天正19年1月21日（1591年2月14日）出生，家中長男。幼名萬丸、小傳次。文祿3年（1594年），母親龜之方成為德川家康的側室。翌年（1595年），龜之方誕下仙千代。慶長5年（1600年），龜之方誕下五郎太丸（後來的德川義直）。此後，被召出並擔任近仕。翌年（1601年），被賜予甲斐國5千石。在家康成為大御所並移至駿府後，與本多正純、安藤直次、成瀨正成一同成為側近。慶長12年（1607年），與成瀨一同被任命為義直的後見。受加增尾張5千石，領有1萬石。慶長16年（1611年），敘任從五位下山城守。因為當時的尾張藩執政平岩親吉在沒有繼嗣的情況下死去，於是以22歲之齡，代之被任命為執政，負責監督名古屋城的普請。翌年（1612年），將軍德川秀忠的御前表演砲術，得到褒美而受賜1萬石。元和5年（1619年），受義直加增1萬石，領有總共3萬石，並以美濃國今尾為居所。此後，竹腰家與成瀨家一同成為擔任尾張藩附家老的家柄，一直持續至幕末。